# Шанявский, Антон Тихонович
Антон Тихонович Шанявский (13 ноября 1944, Новосибирск, РСФСР, СССР — 3 августа 2021, Санкт-Петербург, Россия) — бригадир выдувальщиков Ленинградского объединения электронного приборостроения «Светлана» Министерства электронной промышленности СССР. Полный кавалер ордена Трудовой Славы. 

## Биография
Родился 13 ноября 1944 года в Новосибирске. По национальности — русский. Его родители принимали участие в Великой Отечественной войне. Отец погиб на войне, мать служила санитаркой в Красной Армии. 
В 1951 году Шанявский пошёл в школу, в 1960 году поступил учеником фрезеровщика на завод, который с 1962 года стал Ленинградским объединением электронного приборостроения «Светлана». После окончания десяти классов вечерней школы, Шанявский стал трудиться фрезеровщиком 1-го разряда. В 1963 году был переведён в цех № 19, где начал работать выдувальщиком, в 1964 году уже являлся бригадиром. В 1969 году мужчине был присвоен пятый разряд выдувальщика, в 1973 году – шестой. 
Скончался 3 августа 2021 года на 77 году жизни в Санкт-Петербурге. Похоронен на кладбище Санкт-Петербургского крематория. 

## Звания и награды
- Орден Трудовой Славы I степени (15.11.1989)[1].
- Орден Трудовой Славы II степени (23.04.1986)[1].
- Орден Трудовой Славы III степени (10.04.1978)[1].
- Знак «Победитель социалистического соревнования» (1975, 1976, 1977)[1].
- Знак «Почётный работник электронной промышленности» (1980)[1].
- Почётная грамота Министерства и ЦК профсоюзов (1984)[1].
- Занесён в списки ударников труда на Аллею трудовой славы (1984)[1].

## Издательства
- Книга памяти. Звёзды Славы. Ленинградская область. Том 2. СПб, ИПК «Вести», 2009.
- Лисочкин И. Честь, достоинство и слава человека труда // Санкт-Петербургские ведомости. — № 179 (2569). — 03.10.2001.